# Veronika Fitz
Veronika Fitz (* 28. März 1936 in Dießen am Ammersee; † 2. Januar 2020 in Bad Aibling) war eine deutsche Volksschauspielerin, die vor allem durch die Titelrolle in der bayerischen Fernsehserie Die Hausmeisterin bekannt wurde.

## Leben

### Ausbildung und Theaterarbeit
Veronika Fitz entstammte der bekannten Schauspieler-Familie Fitz: Sie war die Tochter des Bühnenautors Hans Fitz und der Opernsängerin Ilse Fitz, die Schwester von Walter Fitz und Gerd Fitz sowie die Tante von Lisa Fitz und Michael Fitz. Oftmals wird fälschlicherweise der 27. März als ihr Geburtstag angegeben. Aufgewachsen ist sie in Dießen am Ammersee. Fitz absolvierte eine Ausbildung an der Otto-Falckenberg-Schule in München und trat sowohl am Münchner Volkstheater auf, als auch am Burgtheater Wien und in den 1970er-Jahren an den Münchner Kammerspielen, wo sie unter anderem mit Siegfried Lowitz zusammenarbeitete. Weitere Stationen ihrer Karriere waren das Bayerische Staatsschauspiel, das größte Sprechtheater Münchens, und die Schaubühne am Halleschen Ufer beziehungsweise die Schaubühne am Lehniner Platz in Berlin.

### Film und Fernsehen
Fitz, die ihre erste kleinere Rolle in dem 1956 erschienenen Film Die Geierwally – mit Barbara Rütting in der Titelrolle – hatte, und auch in den Filmkomödien Das Wirtshaus im Spessart (1958) und Das Spukschloß im Spessart (1960) in einer kleinen Rolle besetzt war, war ab den 1950er-Jahren in zahlreichen Filmen und Fernsehserien zu sehen, darunter Der Komödienstadel (ab 1962), Funkstreife Isar 12 (1961 + 1962) mit Wilmut Borell und Karl Tischlinger, Königlich Bayerisches Amtsgericht (1969–1971 als Bedienung Ziska Neudecker) mit Hans Baur und Georg Blädel, Polizeiinspektion 1 (1977–1986), Der Millionenbauer (1979/80 und 1988), Irgendwie und Sowieso (1986) und Der Bulle von Tölz (1996 und 2002).
In dem 1967 ausgestrahlten Fernsehfilm Dieser Platonow… nach einer Vorlage von Anton Tschechow war sie als Katja besetzt. Das Stück spielt in einer verwahrlosten Gegend in der russischen Provinz. Die zentrale Figur ist der von Hans Korte gespielte verheiratete Lehrer Platonow, in den sich die von Lola Müthel gespielte Gutsbesitzerin Anna Petrovna verliebt. Im Jahr 1975 wirkte Fitz in zwei Folgen der Krimireihe Der Kommissar mit, nachdem sie bereits 1973 in dem bayerischen Tatort: Tote brauchen keine Wohnung mit Gustl Bayrhammer und Helmut Fischer auf der Besetzungsliste stand. Mit dem Gespann arbeitete sie für weitere Tatortfolgen wie Das zweite Geständnis von 1975, Wohnheim Westendstraße (1976) und Schüsse in der Schonzeit (1977) erneut zusammen.
In der 1982 entstandenen Fernsehserie Zeit genug war Fitz in sämtlichen sechs Folgen in der Rolle einer Mutter zu sehen. In den Jahren 1983 bis 1985 standen neun Episoden der Familienserie Unsere schönsten Jahre auf dem Programm. Veronika Fitz war als Traudel Dirscherl zu sehen, ihren Ehemann Herbert verkörperte Helmut Fischer. Die weiteren Hauptrollen waren mit Elmar Wepper und Uschi Glas besetzt. Der große Durchbruch gelang Veronika Fitz neben Helmut Fischer und Ilse Neubauer in der Fernsehserie Die Hausmeisterin (1987–1992) in der Titelrolle der Martha Haslbeck. In 47 Folgen der von 1993 bis 1997 ausgestrahlten Kriminal-Fernsehserie Ein Bayer auf Rügen verkörperte Fitz in einer tragenden Rolle Agnes Oberauer an der Seite von Wolfgang Fierek und Simone Thomalla. Daran schlossen sich 1997 16 Folgen der Arztserie Frauenarzt Dr. Markus Merthin an, in der Fitz an der Seite der von Sascha Hehn gespielten Titelfigur als Martha Ruckhaberle agierte. Im Zeitraum 1998 bis 2002 wirkte die Schauspielerin in 20 Folgen der Familienserie Tierarzt Dr. Engel mit, wo sie die Schwiegermutter Gerlinde Schneider der von Wolfgang Fierek dargestellten Titelfigur spielte.
In der von 2004 bis 2008 ausgestrahlten dramatischen vierteiligen Fernsehserie Im Tal des Schweigens mit Christine Neubauer, Sascha Hehn und Timothy Peach war Fitz als weitsichtige Mutter Zensi der von Christine Neubauer verkörperten Bäuerin Anna Christeiner besetzt, die sich strikt gegen rücksichtslosen Massentourismus ausspricht. Von 2007 bis 2013 war sie in der ZDF-Familienserie Forsthaus Falkenau, in der vor ihr bereits ihr Bruder Gerd und dessen Sohn Michael mitgewirkt hatten, als Pensionswirtin Marianne Rainders zu sehen, die Jugendliebe des von Martin Lüttge verkörperten Vaters Wolfgang des von Hardy Krüger junior gespielten Försters Stefan Leitner.

### Privates
Veronika Fitz war bis zu dessen Suizid 1971 mit dem Schauspieler Willi Anders verheiratet; die gemeinsame Tochter Ariela Bogenberger arbeitet als Drehbuchautorin. Später war sie neun Jahre lang mit dem Schauspieler Gerhard Zemann liiert. Die Schauspielerin lebte mit ihrer Tochter in Prien am Chiemsee. Sie starb am 2. Januar 2020 im Alter von 83 Jahren nach langer schwerer Krankheit in Bad Aibling.

## Filmografie

### Kino (Auswahl)
- 1956: Die Geierwally
- 1957: Egon, der Frauenheld
- 1958: Zwei Matrosen auf der Alm
- 1958: Das Wirtshaus im Spessart
- 1960: Oh, diese Bayern!
- 1960: Das Spukschloß im Spessart
- 1960: Lampenfieber
- 1967: Wenn Ludwig ins Manöver zieht
- 1968: Der nächste Herr, dieselbe Dame
- 1972: Mensch ärgere dich nicht
- 1982: Doktor Faustus
- 1992: Wir Enkelkinder

### Fernsehen (Auswahl)
- 1961, 1962: Funkstreife Isar 12 (Fernsehserie, Episoden Der Fall Borak und Isar an alle)
- 1962: Der Komödienstadel – Graf Schorschi
- 1964: Alarm in den Bergen (Fernsehserie) Episode Der Umweg
- 1964: Kommissar Freytag (Fernsehserie) Episode Dora tanzt – Richard hängt
- 1965: Die Reise nach Steiermark (Fernsehfilm)
- 1967: Dieser Platonow (Fernsehfilm)
- 1968–1972: Königlich Bayerisches Amtsgericht (Fernsehreihe, 11 Folgen)
- 1973–1996: Tatort (Fernsehreihe)
  - 1973: Tote brauchen keine Wohnung
  - 1975: Das zweite Geständnis
  - 1976: Wohnheim Westendstraße
  - 1977: Schüsse in der Schonzeit
  - 1996: Bienzle und der Traum vom Glück
- 1975: Der Kommissar (Fernsehreihe, Episoden Die Kusine und Ein Playboy segnet das Zeitliche)
- 1975: Der Wittiber
- 1976: Partner gesucht (Fernsehserie)
- 1977–1986: Polizeiinspektion 1 (Fernsehserie, 5 Folgen)
- 1979–1987: Der Millionenbauer (Fernsehserie, 13 Folgen)
- 1982: Zeit genug (Sechsteiler)
- 1983–1985: Unsere schönsten Jahre (Fernsehserie)
- 1984: Franz Xaver Brunnmayr (Fernsehserie, 10 Folgen)
- 1985: Der Alte (Folge Eine Tote auf Safari)
- 1985: Hochzeit (Fernsehfilm)
- 1986: Irgendwie und Sowieso (Fernsehserie, Folge Indien und Umgebung)
- 1987–1992: Die Hausmeisterin (Fernsehserie)
- 1993: Der Komödienstadel – Die Kartenlegerin
- 1993–1996: Ein Bayer auf Rügen
- 1995: Derrick (Fernsehreihe, Episode 244 Anruf aus Wien)
- 1996, 2002: Der Bulle von Tölz: Tod am Altar und Tod nach der Disco
- 1997: Frauenarzt Dr. Markus Merthin (Arztserie, 16 Folgen)
- 1997–2002: Tierarzt Dr. Engel (Fernsehserie, 70 Folgen)
- 2000: Dr. Stefan Frank – Der Arzt, dem die Frauen vertrauen – Das Schweigen der Liebe
- 2001: Die Meute der Erben
- 2003: Annas Heimkehr
- 2003: Utta Danella: Die andere Eva
- 2003, 2012: SOKO München (Krimiserie, Episoden Der letzte Tanz und Wastls Erben)
- 2004–2008: Im Tal des Schweigens (Fernsehserie, 4 Folgen)
- 2005: Willkommen daheim
- 2007: Späte Aussicht
- 2007–2013: Forsthaus Falkenau (Fernsehserie, 96 Folgen)
- 2008: Das Geheimnis des Königssees
- 2010: In aller Stille
- 2011: Die Alpenklinik – Notfall für Dr. Guth

## Auszeichnungen
- 1990: Adolf-Grimme-Preis in Bronze
  - für die 1. Folge der Fernsehserie Die Hausmeisterin
  - (gemeinsam mit Helmut Fischer und Cornelia Zaglmann-Willinger (Autorin))
- 1996: Bayerischer Poetentaler